# Mateus da Costa
Mateus da Costa, ou Mathieu da Costa, Mathieu Decoste, Mathieu de Coste (? — ? de ? de 1623) foi o primeiro homem negro registado pela história do Canadá.
Mateus da Costa, referido como naigre (negro) na documentação coeva (1607), foi engajado em data indeterminada pelos protestantes de La Rochelle, Pierre Gua senhor des Monts associado a outros comerciantes da mesma cidade, para servir como intérprete (truchement) entre os franceses e os povos das Primeiras Nações do Canada, Cadie et ailleurs. Durante o ano de 1609, foi o personagem principal dum litígio envolvendo o nobre francês Pierre du Gua senhor des Monts, o seu secretário Jean Ralluau e Nicolas Beauquemare, comerciante francês. O processo relata pedidos de indemnização relativos a despesas feitas no ano precedente pelo secretário Jean Ralluau no decurso das suas viagens à Holanda onde se tinha deslocado para comprar ao comerciante Beauquemare o contrato assinado entre este e o intérprete Mateus da Costa. O restante da vida de Mateus da Costa é desconhecido.

## Factos
- 1604/1606. Engaja-se a servir Pierre du Gua senhor des Monts, como intérprete (truchement) nas viagens para a Acádia (Acádia (América)) e Canadá.
- 1607. É sequestrado nas costas canadianas pela tripulação do holandês Henry Cornelis Long, capitão do navio Lion Blanc.
- 1608. Regressa à Europa a bordo do Lion Blanc. Em Amesterdão, engaja-se a servir como intérprete (truchement), pela soma de 195 libras, o comerciante francês Nicolas de Beauquemare, interessado no negócio de peles em curso no Canadá e Acádia.
- 1608. Pierre du Gua negoceia com Nicolas de Beauquemare o contrato precedente porque continua interessado nos serviços de Mateus da Costa.
- 1609. Nicolas de Beauquemare cede o precedente contrato a Pierre du Gua, por intermédio do secretário Jean Ralluau que se desloca à Holanda[1] com o objectivo de trazer Mateus da Costa para La Rochelle.
- 1609. O secretário Jean Ralluau fá-lo aprisionar em Rouen para o obrigar a honrar os seus compromissos. A documentação utiliza aqui a palavra insolência para qualificar a atitude de Mateus da Costa (les insolences du dit nègre).

## Suposições
Pode-se deduzir, pela leitura das fontes, que Mateus da Costa conhecia uma das línguas faladas pelos povos das Primeiras Nações canadianas estabelecidos no território conhecido pelos franceses da época como Acádia, e que engloba hoje em dia as três províncias canadianas da Nova Escócia, do Novo Brunswick e das Ilhas do Príncipe Eduardo assim como a ilha do Cabo Bretão. Como as expedições financiadas por Pierre du Gua e seus associados se concentraram em primeiro lugar à volta da Nova Escócia onde fundaram o assentamento de Port-Royal (hoje Annapolis Royal) em pleno território da nação Mi’kmaq (que a documentação francesa da época designa como Souriquois.), supõe-se que Mateus da Costa falava essa língua. Não era possível, nessa época, aprender as línguas nativas sem um contacto prolongado e íntimo com os povos que as falavam. Mais tarde, durante o período da colonização da bacia do rio São Lourenço, os franceses confiarão aos seus aliados nativos jovens emigrantes que partilharão a vida desses povos familiarizando-se assim com os seus idiomas e maneiras de viver. Pode-se inferir, portanto, que Mateus da Costa viveu algum tempo entre os habitantes de uma das Primeiras Nações da costa canadiana. Poucas dúvidas subsistem sobre os talentos linguísticos de Mateus da Costa se atentarmos ao facto que os seus serviços de intérprete (truchement) foram oferecidos em troca de importantes honorários.
A origem de Mateus da Costa continua enigmática. O seu nome cristão de origem portuguesa permite atribuir-lhe uma ascendência africana ou portuguesa. Portugal, nessa época, mantinha relações mais ou menos cordiais com alguns potentados africanos, e os seus navegadores percorriam as costas africanas em escala para a ĺndia por causa do comércio das especiarias. O tráfico negreiro, já existente, ainda não ocupava um lugar de relevo na economia europeia. No entanto, a capital do Império Português abrigava centenas ou milhares de pessoas de origem africana. Se a maioria eram escravos, muitos outros eram homens livres. Os reis de Portugal mantinham relações diplomáticas com alguns reinos africanos como, por exemplo, o Congo. Como consequência dessas relações, durante o século xvi um dos filhos de um rei do Congo, Dom Henrique, foi promovido a Vigário Geral da diocese da Madeira, da África portuguesa e do Brasil. Em Lisboa existiu também uma escola criada para instruir os súbditos do rei do Congo na língua e costumes portugueses. Em conclusão: a origem de Mateus da Costa continua difícil, senão impossível, de determinar à luz do pouco que se conhece da sua vida.

## Excertos de arquivos (em francês)
Excertos da obra : Nouveaux documents sur Champlain et son époque.Volume I, Robert Le Blant / René Beaudry, Publições dos arquivos públicos do Canadá, no 15, Otava 1967.
« Aujourd'huy est comparu, par devant les notaires et gardesnottes du roy nostre sire en son Chastelet de Paris soubzsignez, Nicolas de Bauquemarre, marchandt demeurant en la ville de Rouen estant de present en ceste ville de Paris, lequel a dit et declaré, recongnu et confessé que Mathieu de Coste, naigre, par luy cy devant et dès le ving-sixisesme jour de may mil six cent huit prins à son service pour les voyages de Canada, Cadie et ailleurs, ainsy qu'ils qu'il est à plain declaré au brevet dudit service passé par devant Hercules Falle notaire juré residant en la ville d'Amstredam en Hollande, a esté et est pour et au nom de (noble) Pierre du Gua, sieur de Monts, gentilhomme ordinaire de la Chambre du Roy et son lieutenant general audict païs de Canada, Acadie et Nouvelle France, qui luy auroit donné charge de ce faire. »
« […] ledit negre s'estoit obligé envers ledit de Bauquemare de le servir au voiage de Canada et ailleurs à sa volonté, pour trois ans sauf plus, pour truchement ou autres services à commancer en janvier en suivant par le prix mentionné audit contrat […] »